# Lichaamsfossiel

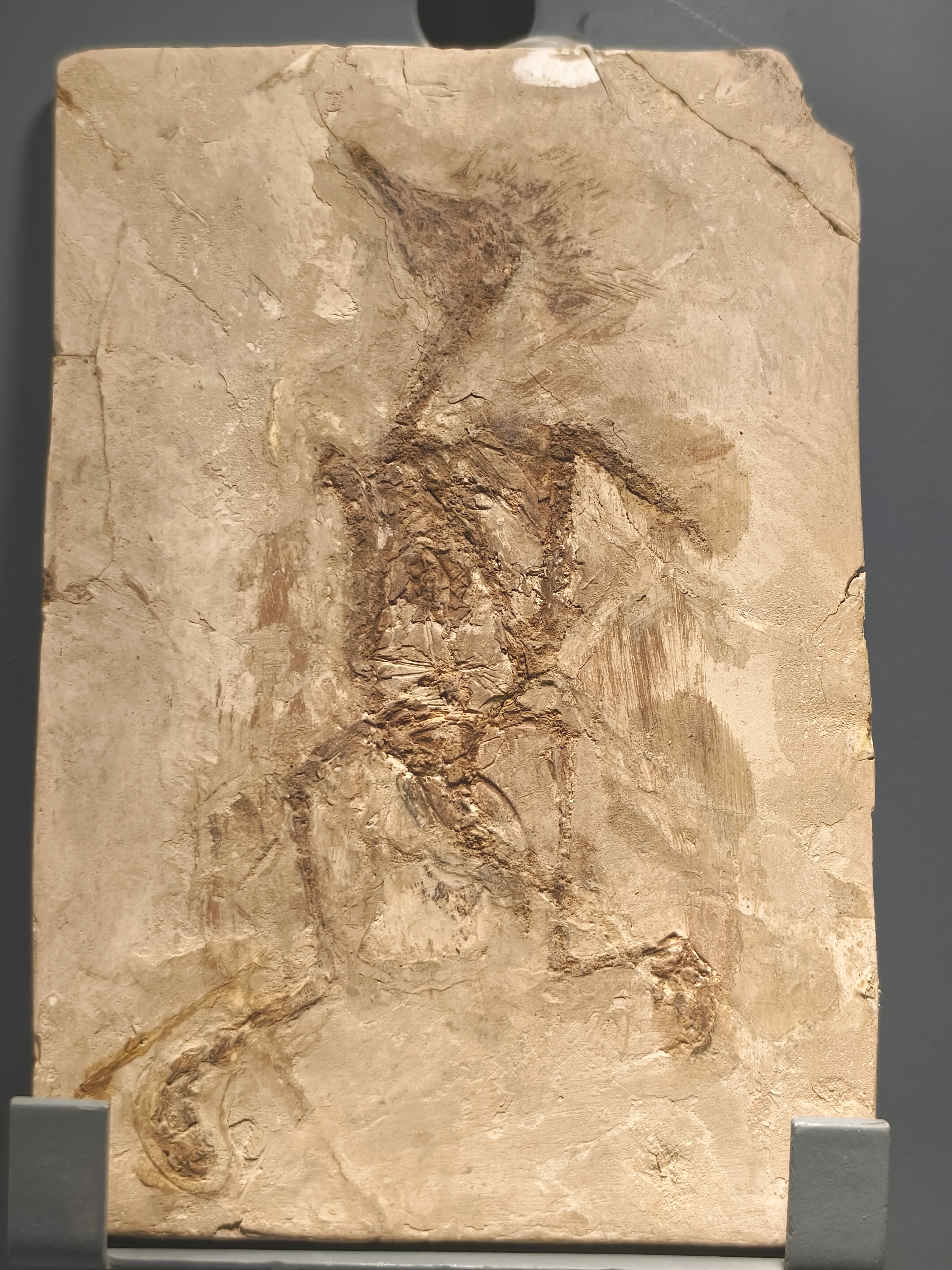
Een fossiel van de uitgestorven vogel Cathayornis uit het onderste deel van het Krijt in de Chinese provincie Liaoning.

Een lichaamsfossiel is een fossiel dat bestaat uit het lichaam van een organisme of delen ervan. Lichaamsfossielen verschillen van sporenfossielen en chemische fossielen, die slechts overblijfselen zijn van de activiteit van organismen. 
Gefossiliseerde eieren zijn ook lichaamsfossielen. Sporenfossielen kunnen letterlijke sporen in de vorm van bijvoorbeeld pootafdrukken zijn. Andere sporenfossielen zijn bijvoorbeeld stromatolieten (structuren die bestaan uit slijm van microben), graafgangen van weekdieren of wormen, en coprolieten (gefossiliseerde uitwerpselen).
De meeste lichaamsfossielen bestaan uit "harde" lichaamsdelen zoals schelpen, beenderen en tanden. Schelpen bestaan meestal uit calciumcarbonaat in de vorm van het mineraal aragoniet. Tijdens de fossilisatie zet dit zich vaak om in calciet. Beenderen van gewervelden bestaan voornamelijk uit het mineraal apatiet, een vorm van calciumfosfaat. Ook sommige armpotigen en wormen bevatten dit mineraal. Het komt veel voor dat het harde materiaal oplost en gedeeltelijk of geheel verdwijnt, maar de achtergebleven holte opgevuld wordt met een nieuw materiaal. In dat geval is het fossiel een afgietsel. Het bewaard blijven van "zachte" lichaamsdelen is uitzonderlijk.